# 30アサルト 英国特殊部隊
『30アサルト 英国特殊部隊』（30アサルト えいこくとくしゅぶたい、原題：Age of Heroes）は2011年のイギリス映画。
第二次世界大戦初期の英国特殊部隊の活躍を描いた戦争映画。

## 製作
本作は、ジェームズ・ボンドシリーズの作者、イアン・フレミングが英国の諜報員時代に創設に関与した、第30コマンド部隊をモチーフにしている。
作中の「グランデル作戦」は、第二次大戦中に実際に行われた「ブルネヴァル急襲作戦(Bruneval Raid)」(Operation Biting)に似ている。

### コマンド部隊
本作で描かれている英国コマンド部隊は、後のSASなどの特殊部隊や、米国陸軍レンジャーに影響を与えた。
実際のコマンド部隊でも行われた、スコットランドでの訓練、多国籍人員による部隊構成、軍支給のヘルメットではなくニット帽をかぶるなどの様子が描かれている。

## ストーリー
1940年、ドイツ軍占領下のフランス。イギリス軍のレインズは、仲間の大半を失い帰国しようとするが、脱走兵として軍刑務所に入れられる。
英国海軍情報部では、フレミング大尉がジョーンズ少佐を呼び寄せ、ある特殊任務を依頼する。その任務は、ノルウェーの山岳にあるドイツ軍の新型レーダー基地を奇襲・破壊し、技術を持ち帰るという作戦だった。ジョーンズ少佐は、熟練隊員のブライトリングなどを部隊に入れる事を条件に引き受ける。
軍刑務所からブライトリングを出所させたジョーンズ少佐は、成り行きからレインズも加え、少数精鋭のコマンド部隊を結成する。部隊はスコットランドで、マック軍曹らによる厳しい訓練を受ける。途中、技術士官のロールライト軍曹が加わると、レインズは彼の護衛を命じられる。ジョーンズ少佐はレインズに、ロールライト軍曹を守れない時は、敵に技術が漏れないよう、彼を殺すよう指示する。
作戦決行の時を迎え、部隊は航空機でノルウェーへ向かうが、途中でドイツ軍機の空襲を受け、隊員たちは散り散りに降下する。捕らえられたロールライト軍曹を救出した部隊は、現地連絡員のベオウルフとの合流地点へ向かう。合流地点の山小屋で、美しい連絡員ジェンセンと合流するが、隊員は彼女がベオウルフではないと疑う。
ついにレーダー基地へたどり着いた部隊は、夜間に爆破・奇襲攻撃をかけ、暗号文などを持ち帰る。しかしタイクマン率いるドイツ軍の執拗な追撃を受け、次々と隊員達は倒れていく。救出船が来ないことを知らされたジョーンズ少佐は、ロールライト軍曹に徒歩でスウェーデン国境を目指すよう指示する。レインズは果敢にドイツ軍と戦うが、弾がつきた所をロールライトとジェンセンに救われ、生き残った3人はスウェーデン国境を目指す。

## 登場人物
ジャック・ジョーンズ少佐
演 - ショーン・ビーン
英国陸軍の少佐。訓練教官になるはずが、フレミング大尉の依頼でコマンド部隊の指揮官を引き受ける。臨月に入った妻に反対されるが作戦に参加、戦地の無線でフレミングから子供の誕生を知らされる。
ボブ・レインズ伍長
演 - ダニー・ダイア
フランス戦線で脱走兵と見なされ、軍刑務所へ収監される。ブライトリングを迎えに来たジョーンズ少佐に銃を向け、無理やりコマンド部隊に参加する。反骨精神が強く、訓練中にも上官になめた態度をとる問題児だが、厳しい訓練を経て一人前のコマンド隊員へと成長する。
イアン・フレミング大尉
演 - ジェームズ・ダーシー
英国海軍情報部の士官。旧知の仲であるジョーンズ少佐にコマンド部隊の指揮官を依頼する。本部にてグランデル作戦全体の指揮を取る。
スタイナー・モーテンセン中尉
演 - アクセル・ヘニー
米国海兵隊の士官。ノルウェー出身で現地の地理に詳しく、またフレミング大尉の部下のソフィーと交際している縁もあり作戦に参加する。ノルウェーでは現地人との通訳を担当。
マック（マッケンジー）軍曹
演 - ウィリアム・ヒューストン
コマンド部隊の訓練教官。ジョーンズ少佐の信頼厚く、部隊の実質的な副官を務める。
シド・ブライトリング伍長
演 - スティーヴン・ウォルターズ
元コマンド隊員で、ジョーンズ少佐のお気に入りの兵士。小柄で軍刑務所でいじめられるなど、戦闘能力は高くないが、不屈の精神を持つ。ドイツ軍に捕まると、自らを撃つよう合図しジョーンズ少佐に撃たれる。
ロジャー・ロールライト軍曹
演 - ジョン・ダグリッシュ
技術士官で、レーダー技術のプロ。非戦闘員だが作戦に同行するため、スコットランドで訓練に参加する。弾が尽き、ナイフで自害する寸前のレインズを助ける。
ジェンセン
演 - イザベラ・マイコ
ノルウェーの現地協力者。始め自分がベオウルフだと名乗るが、スタイナーに嘘を見抜かれる。ジョーンズ少佐の温情でロンドンへ亡命するよう言われるが、部隊を助けるために戻る。
タイクマン
演 - エリク・マドセン
ノルウェー駐在のドイツ軍指揮官。冷酷な性格で、部隊に協力したノルウェー人一家を皆殺しにする。レーダー基地を襲撃したコマンド部隊を執拗に追撃する。

## スタッフ
- 監督：エイドリアン・ヴィットリア
- 脚本：エド・スケイツ、エイドリアン・ヴィットリア
- 製作：レックス・ルッツス、ニック・オヘイガン、ジェームズ・ヤングス、ジェームズ・ブラウン
- 製作総指揮：ジェイミー・カーマイケル、クリストファー・フィグ、ジェームズ・グリーンズレイド、シェイル・シャー、ナイジェル・トーマス、ピーター・ユリー、ロバート・ホワイトハウス、シャーロット・ウォールズ
- 共同製作：シグルド・マイケル、ジャン・アイリック
- 撮影：マーク・ハミルトン
- プロダクションデザイン：リチャード・キャンプリング
- 衣装デザイン：エルヴィス・デイヴィス
- 編集：クリス・ギル
- 音楽：マイケル・プロウマン